# ورود آمریکا به جنگ جهانی اول

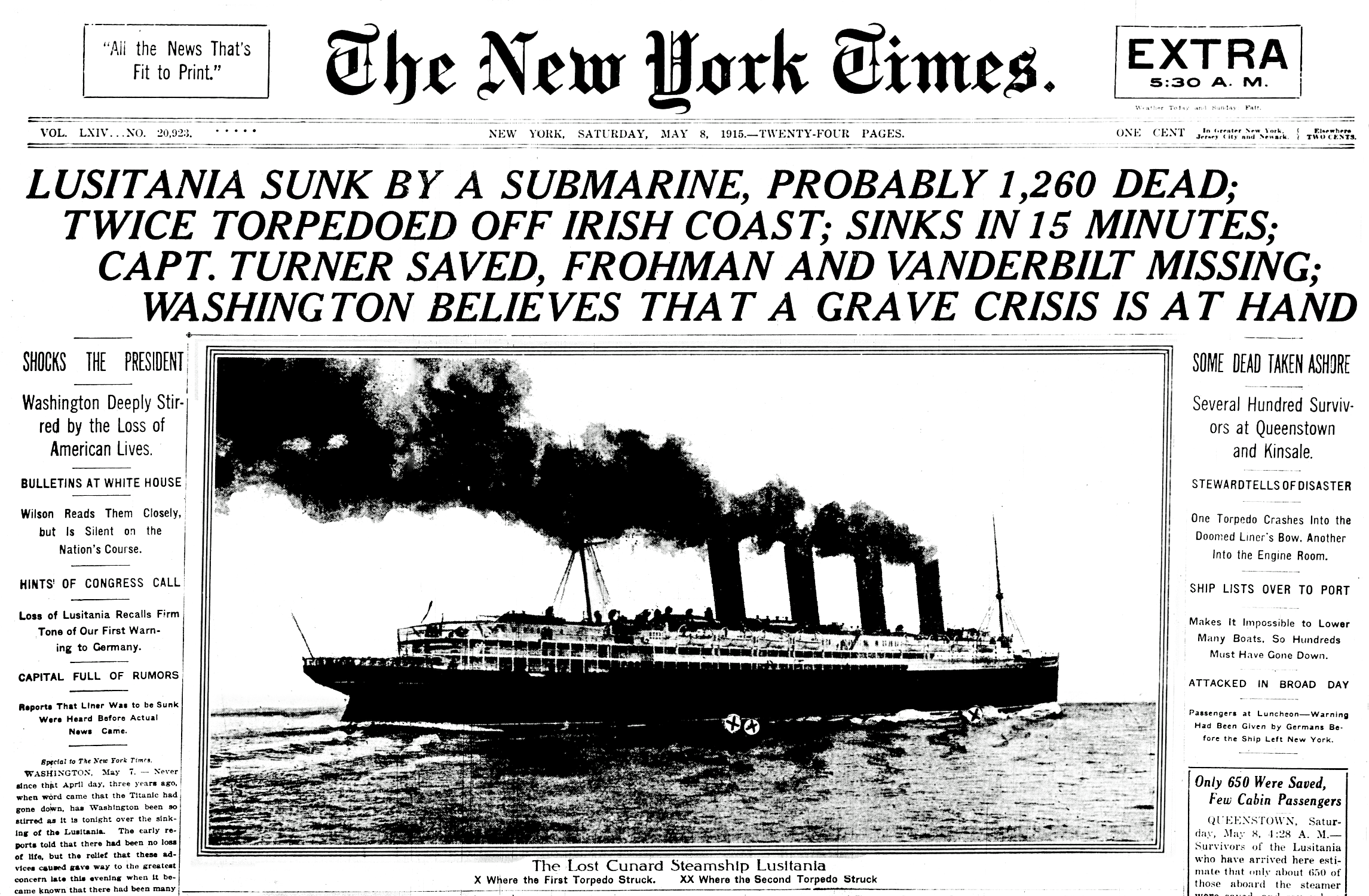
بخشی از صفحه اول نیویورک تایمز در سال 1915 با عنوان"لوزیتانیا غرق شده توسط یک زیردریایی"

ورود آمریکا به جنگ جهانی اول (انگلیسی: American entry into World War I) در آوریل ۱۹۱۷، پس از بیش از دو سال تلاش رئیس‌جمهور وودرو ویلسون برای دور نگه داشتن ایالات متحده آمریکا از جنگ انجام شد.